# En terre de Crimée
Pour plus de détails, voir Fiche technique et Distribution.
En terre de Crimée (titre original en tatar de Crimée : Evge ; en ukrainien : Додому , Dodomu) est un film dramatique ukrainien de Nariman Aliev, sorti en 2019. Il raconte le périple d'un père et de son fils cadet ramenant en Crimée le corps du fils aîné, tué à la guerre.

## Synopsis
Les Tatars de Crimée Mustafa et son fils Alim s'affrontent après avoir récupéré le corps du fils aîné Nazim, victime de la guerre russo-ukrainienne. Les traditions de famille et les circonstances obligent le père Mustafa à retourner enterrer son fils aîné dans la tradition islamique de Crimée. L'histoire commence à la morgue, puis raconte le voyage en Jeep Cherokee de Kiev jusqu'à la péninsule instable de Crimée. Après les épreuves que le père et le fils cadet subissent, du fait du manque de sommeil et de leur irritabilité, leur Jeep termine dans un fossé. Emmenant le véhicule au garage automobile le plus proche, le fils cadet Alim rencontre la petite-fille du mécanicien, une jeune fille ukrainienne qui le convainc d'aller à la rivière. C'est pendant ce temps que le groupe de voyageurs perd leur portefeuille au profit d'un groupe de garçons locaux. Alim et Mustafa se rapprochent l'un de l'autre dans l'adversité, en essayant de défendre leur passage et de retrouver leurs biens perdus. Mustafa se révèle être malade, et son état s'aggrave lorsque le père et le fils arrivent au domicile de l'oncle Vasya. La maison n'est pas loin de leur région d'origine, la Crimée, et Mustafa convainc l'oncle Vasya de le laisser emprunter une barque pour terminer leur périple.

## Fiche technique
Sauf indication contraire, les informations mentionnées dans cette section peuvent être confirmées par la base de données cinématographiques IMDb,  présente dans la section « Liens externes ».
- Titre original en tatar de Crimée: Evge
- Titre original ukrainien : Додому, – Dodomu
- Titre français : En terre de Crimée
- Réalisation : Nariman Aliev[2]
- Scénario : Nariman Aliev, sur une idée de Novruz Hikmet, avec Maryssia Nikitiouk
- Photographie : Anton Fursa
- Production : Vladlen Odudenko
- Pays de production :  Ukraine
- Langues originales : tatar de Crimée, ukrainien et russe
- Genre : drame
- Date de sortie : 2019

## Distribution
Sauf indication contraire, les informations mentionnées dans cette section peuvent être confirmées par la base de données cinématographiques IMDb,  présente dans la section « Liens externes ».
- Akhtem Seitablayev : Mustafa
- Remzi Bilyalov : Alim
- Dariya Barihashvili : Olesya
- Viktor Zhdanov : Oncle Vasya
- Veronika Lukyanenko : Masha
- Akmal Gurezov : Refat
- Larysa Yatzenko : Galina
- Anatoliy Marempolskiy : Nazim
- Pavel Makarchenko : Policier
- Oleg Moskalenko : Sergent Tarasov

## Distinctions
Le film En terre de Crimée est réalisé par Nariman Aliev. Il est projeté dans la catégorie Un Certain Regard au Festival de Cannes 2019. Il est sélectionné comme film ukrainien candidat pour le meilleur long métrage international aux 92e Oscars, mais il n'a pas reçu de nomination,.